# Ebalia lambriformis
Ebalia lambriformis is een krabbensoort uit de familie van de Leucosiidae. De wetenschappelijke naam van de soort is voor het eerst geldig gepubliceerd in 1885 door Bell.